# Альмхейри, Мариам
Мариам Альмхейри (араб. مريم بنت محمد سعيد حارب المهيري‎) — эмиратский политик, министр по вопросам изменения климата и окружающей среды (с 2021).

## Биография
Получила степень бакалавра и магистра в области машиностроения в Рейнско-Вестфальском техническом университете в Ахене, Германия.
Она начала работу в Министерстве окружающей среды и водных ресурсов ОАЭ, где была назначена экспертом для наблюдения за крупнейшими проектами.
В 2014 году она была назначена на должность директора Департамента образования и осведомленности.
С 2017 по 2021 год была министром по вопросам продовольственной и водной безопасности.
В сентябре 2021 года была назначена министром по вопросам изменения климата и окружающей среды.

## Награды
- Орден княгини Ольги I степени (4 сентября 2023 года, Украина) — за весомый личный вклад в укрепление межгосударственного сотрудничества, поддержку государственного суверенитета и территориальной целостности Украины, популяризацию Украинского государства в мире[6]